# Mémorial australien de la guerre
Le mémorial australien de la guerre (The Australian War Memorial) est un mémorial national australien consacré à la mémoire de tous les membres de ses forces armées et des organismes de soutien qui sont morts ou ont participé aux guerres du Commonwealth d'Australie. Il est situé à Canberra, capitale de l'Australie. C'est un musée qui regroupe l'histoire de la Première Guerre mondiale ainsi que de la Seconde Guerre mondiale

## Localisation
Il est situé à l'extrémité nord de l'axe terrestre d'honneur de la ville, qui s'étend du siège du Parlement à Capital Hill jusqu'au sommet du cône du Mont Ainslie au nord-est. La route qui relie les deux points n'est pas continue, mais de toute évidence il y a un point de vue de la terrasse du Parlement vers le mémorial de la guerre, et du perron du mémorial de la guerre vers le Parlement.

## Historique
Le mémorial a été ouvert au public en 1941.
Le 11 novembre 1993, pour marquer le 75e anniversaire de la fin de la Première Guerre mondiale, un soldat inconnu australien, exhumé du cimetière Adelaïde de Villers-Bretonneux (France), est enterré dans l'espace commémoratif. Sur le cercueil en Blackwood (bois dur originaire des forêts de Tasmanie) ont été placés une baïonnette et un brin de mimosa doré, emblème floral national. Le caveau est recouvert d'une dalle de marbre rouge sur laquelle est gravée en lettres dorées « An unknown Australian soldier killed in the war of 1914–1918 ». La dalle est fixée dans un évidement de granit noir, symbolisant la tombe dans la terre.

## Caractéristique
Le mémorial est formé de quatre éléments principaux : ANZAC Parade, un espace commémoratif, un monument et un jardin de sculptures. L'espace commémoratif et le monument sont ouverts tous les jours jusqu'à 5 heures de l'après-midi sauf le jour de Noël. L'ANZAC parade et le jardin de sculptures sont ouverts en continu. Le mémorial abrite un vaste musée militaire national.

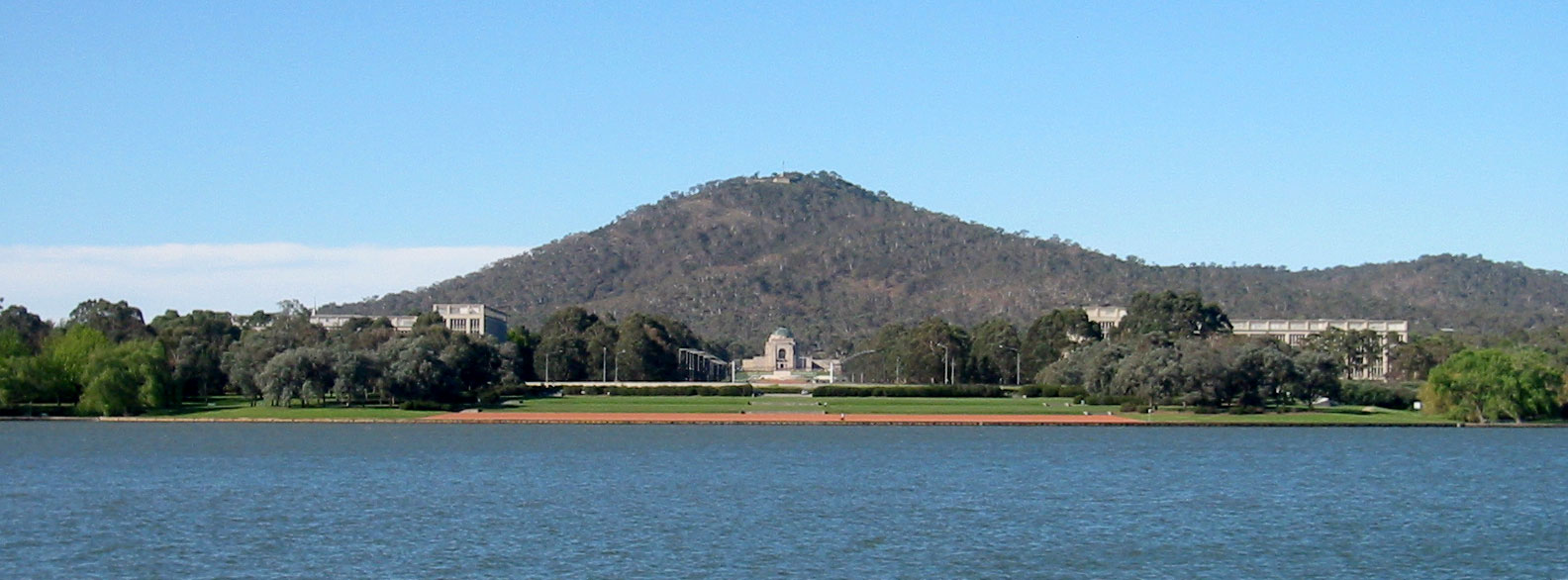
Le mémorial devant le mont Ainslie vu depuis le lac Burley Griffin.

## Galerie

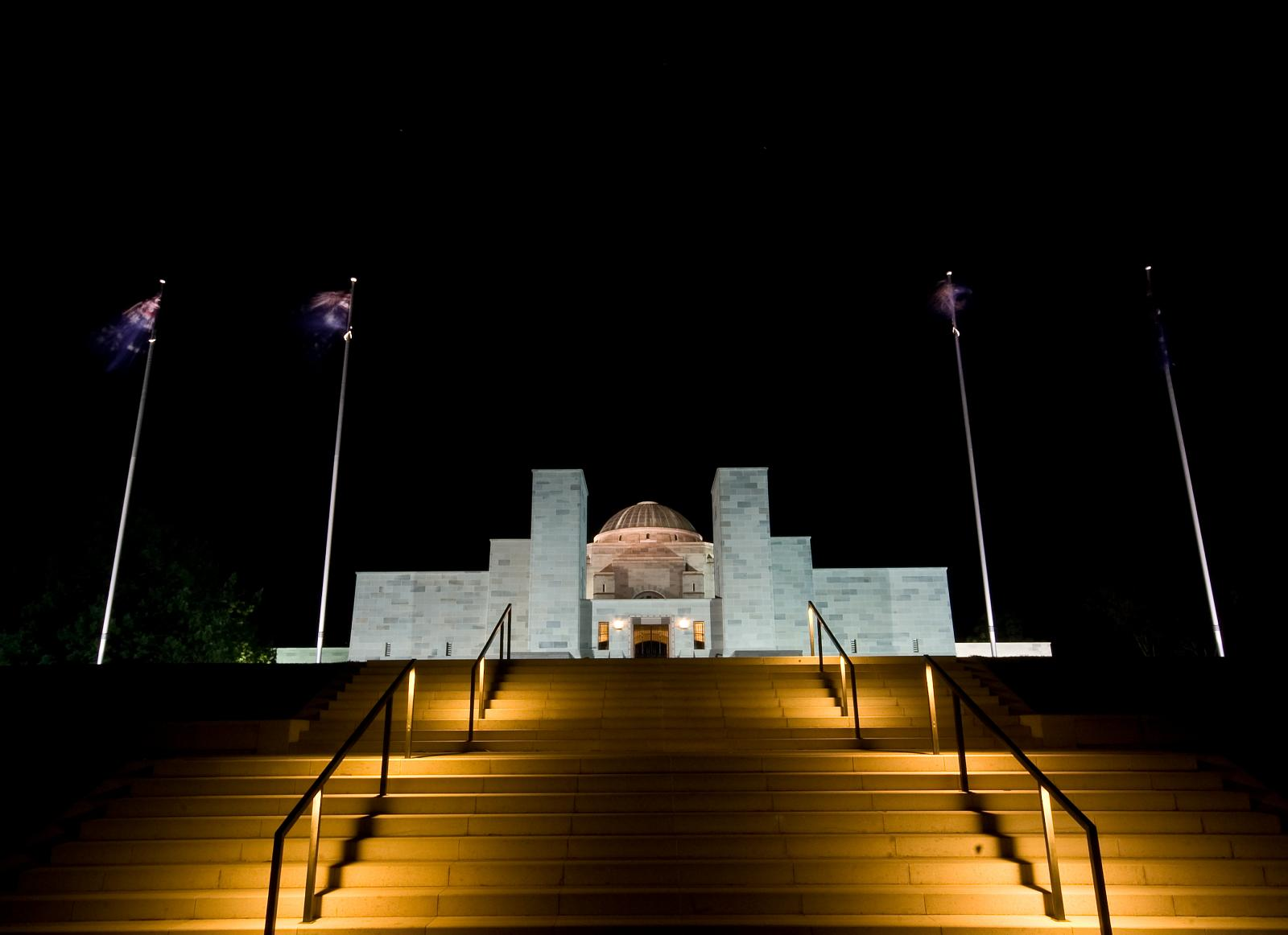
Le monument la nuit
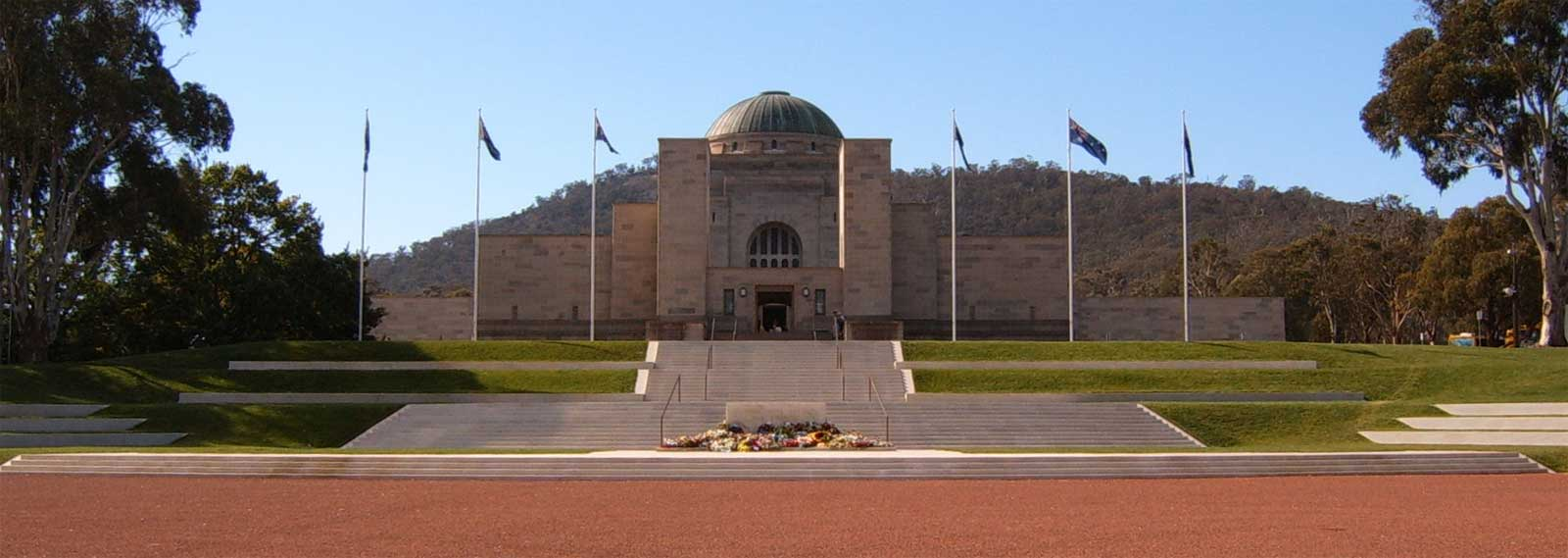
Le mémorial, le jour de l'ANZAC
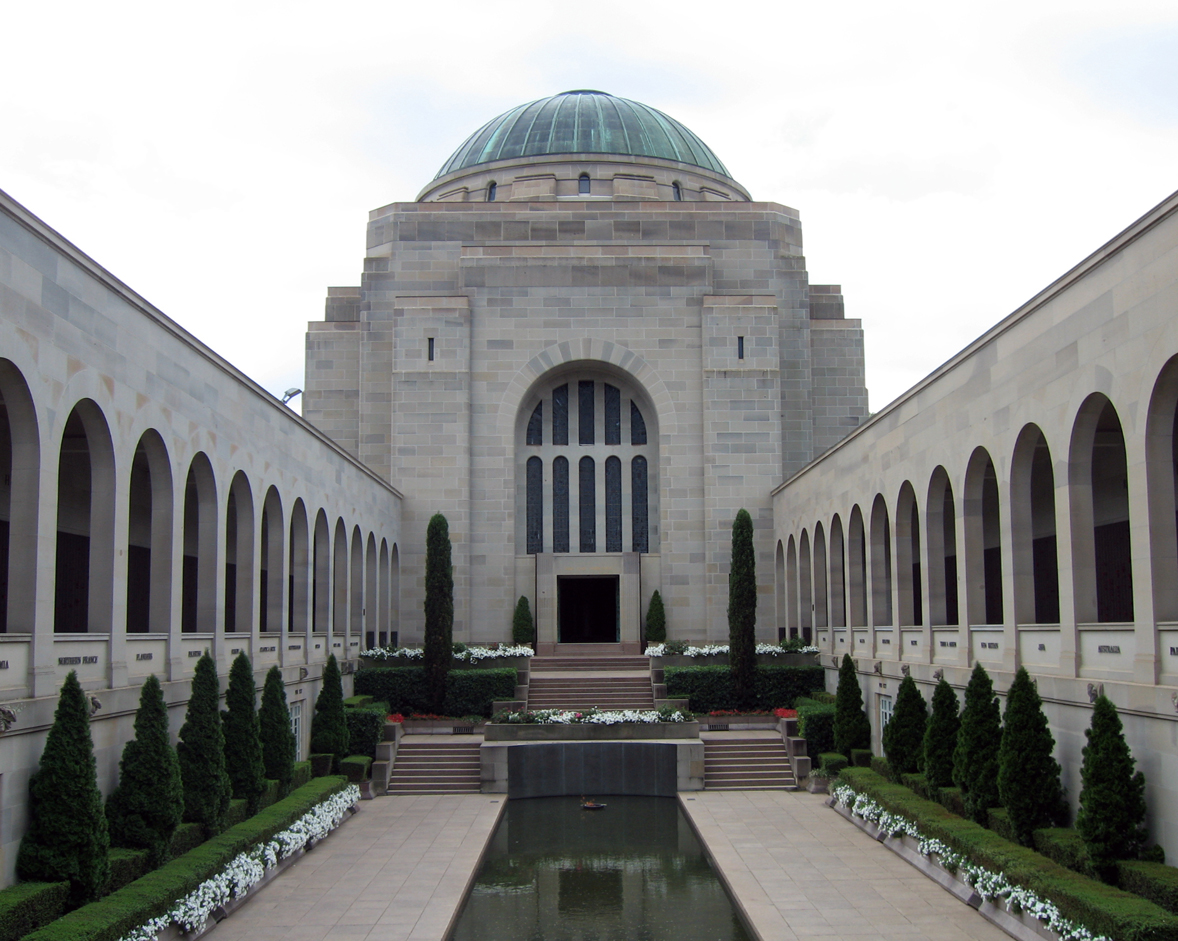
La façade du monument du mémorial
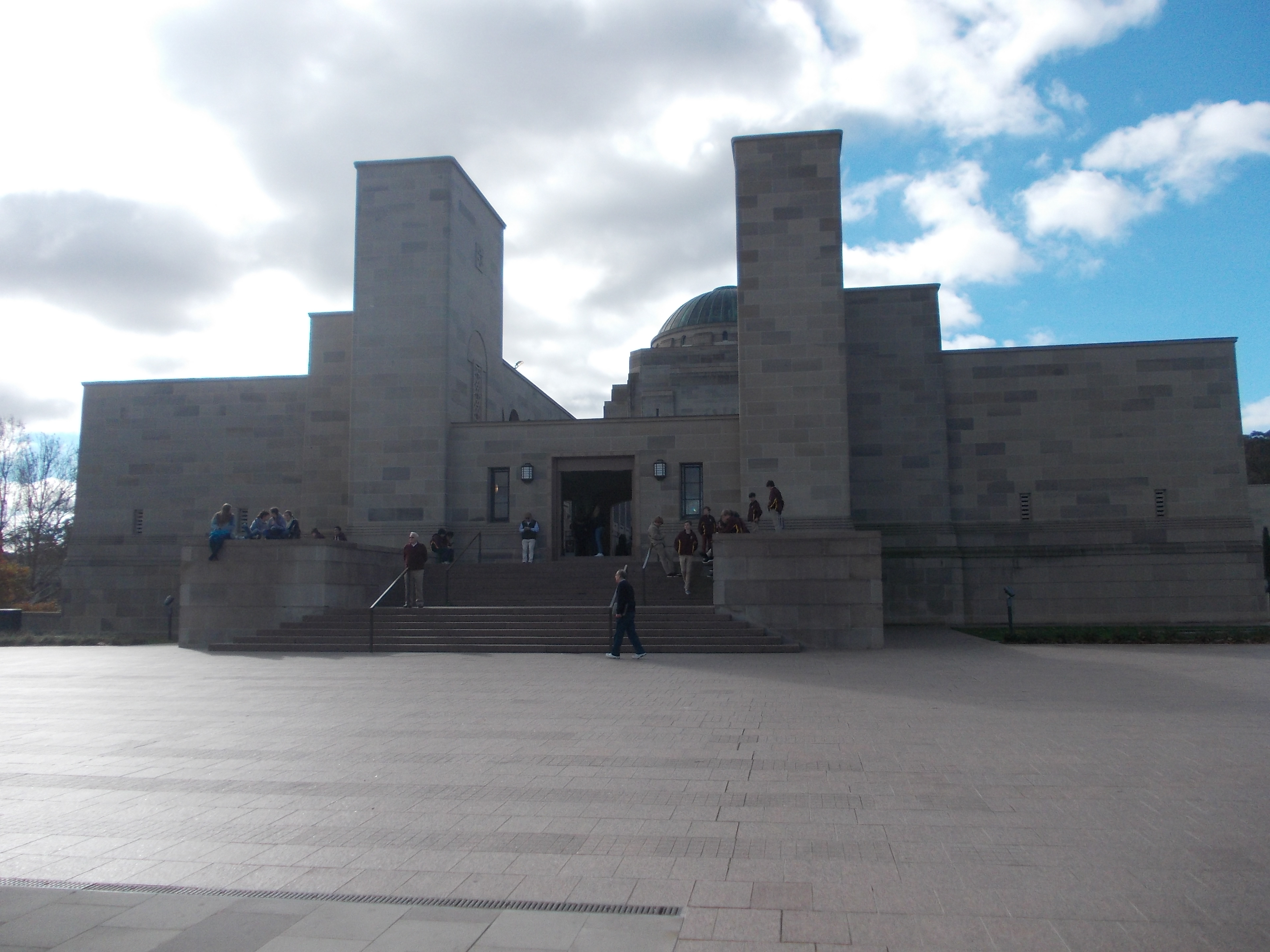
L'entrée du mémorial